# Fjarðabyggð

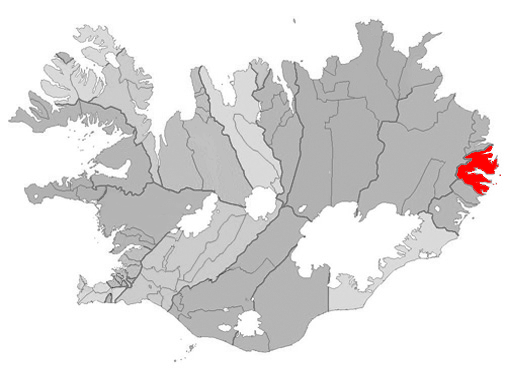
Fjarðabyggðs läge.

Fjarðabyggð är en kommun på Islands östkust, i den östligaste delen av landet.
Invånarantalet var 5 206 år 2022. Orter i kommunen är Eskifjörður, Neskaupstaður och Reyðarfjörður. Ett stort aluminiumsmältverk finns vid Reyðarfjörður.
Kommunen är vänort med bland andra Eskilstuna och Jyväskylä.

## Bilder

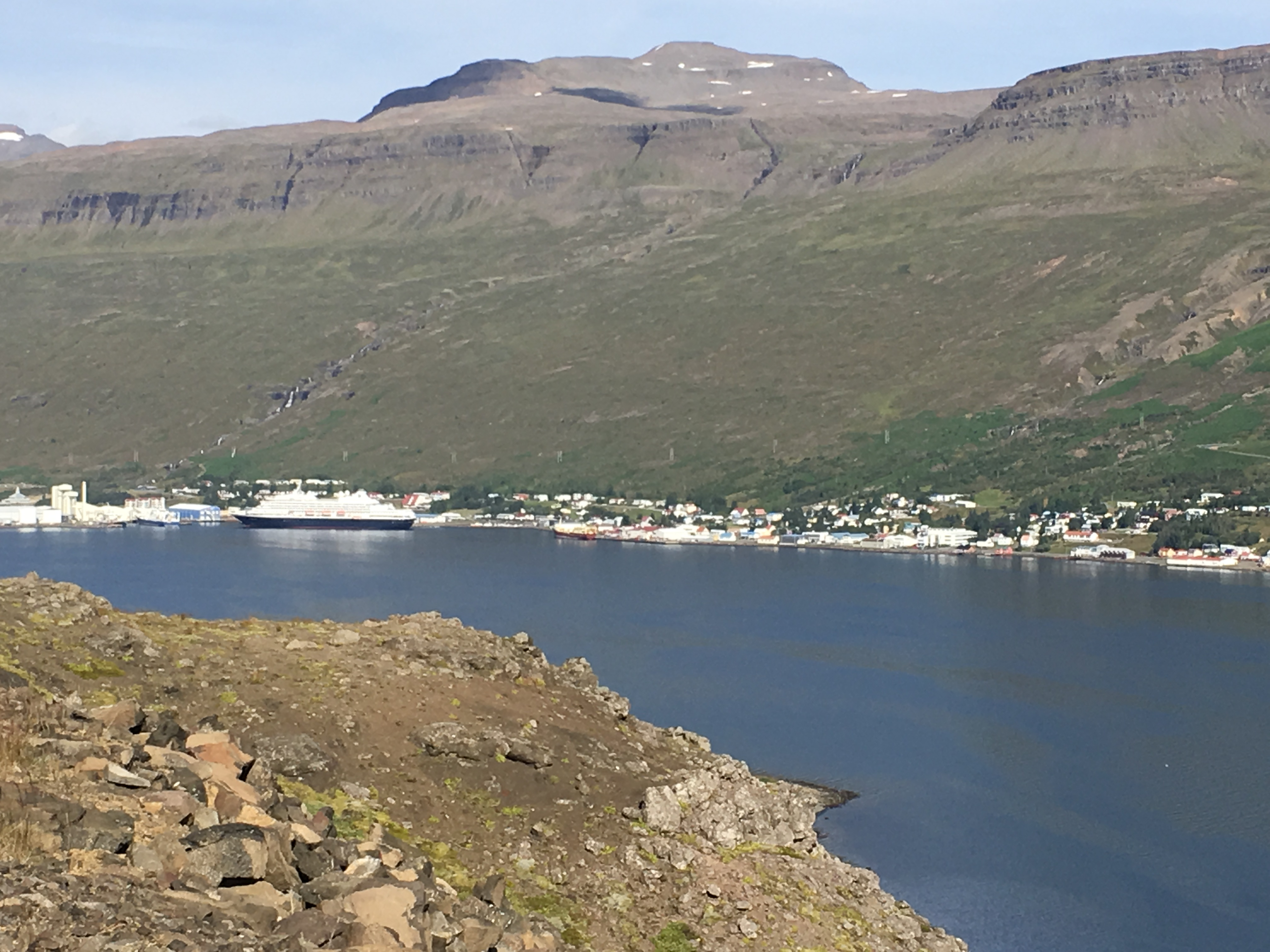
Eskifjörður
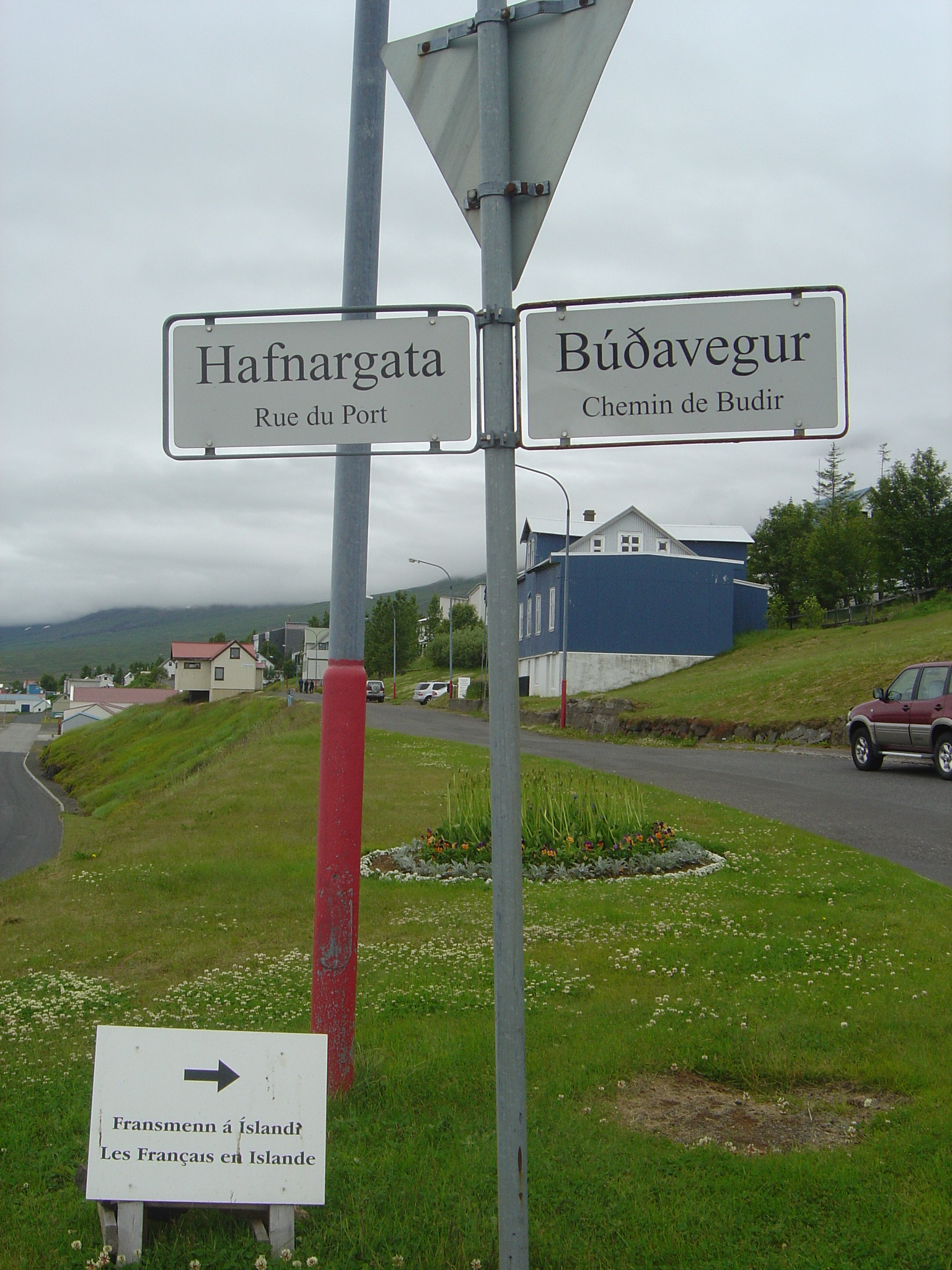
Fáskrúðsfjörður
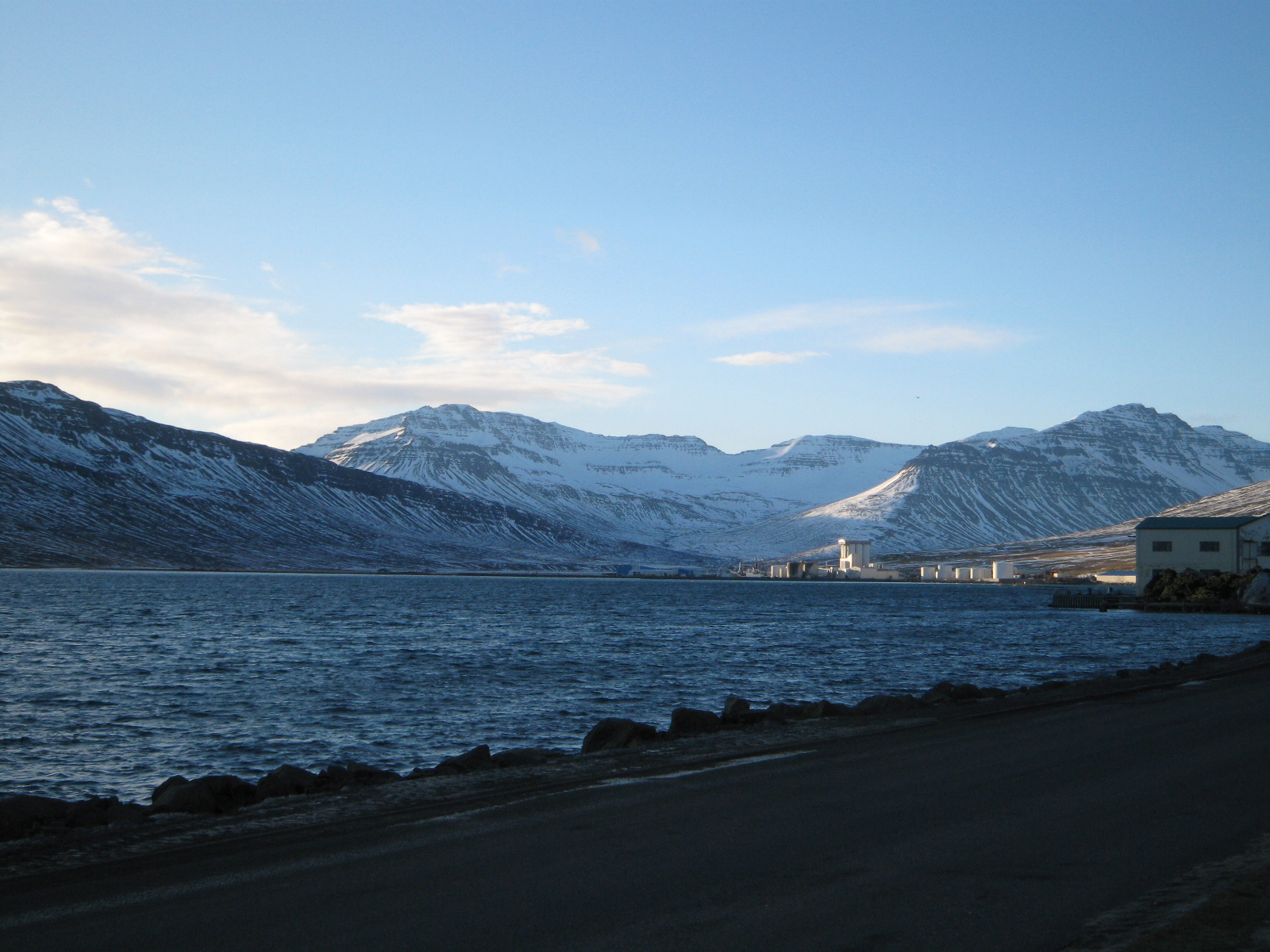
Neskaupstaður
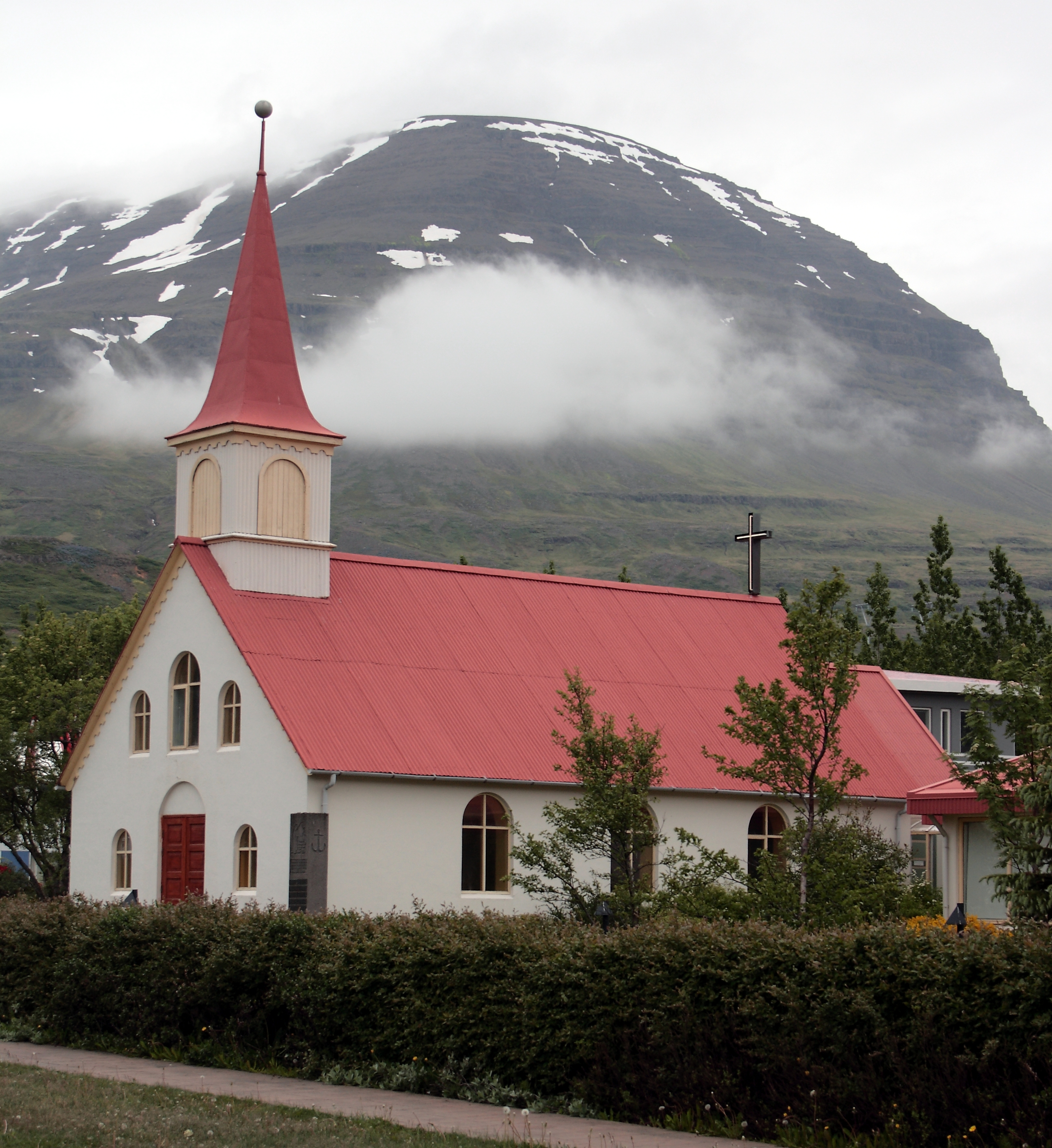
Kyrka i Reyðarfjörður